# Gianni Giansanti
Gianni Giansanti (* 1956 in Rom; † 18. März 2009 ebenda) war ein italienischer Fotograf und Autor, der durch Arbeiten im Fotojournalismus und im Sport bekannt wurde.

## Leben
Giansanti begann seine Laufbahn 1977 als Freelancer und wurde ein Jahr später weltweit bekannt durch seine Fotos von der Auffindung der Leiche von Aldo Moro. In den folgenden Jahren war er hauptsächlich als Fotograf in der Welt des Sports tätig, sieben Jahre lang fotografierte er Papst Johannes Paul II. auf seine Reisen. International war er als Pressefotograf für die Agentur Sygma tätig. Er beschäftigte sich unter anderem mit Afrika, vornehmlich mit den noch sehr ursprünglichen Stämmen wie zum Beispiel im Süden Äthiopiens im Omo-Tal.
Giansanti starb 2009 in Rom an Leukämie.

## Preise und Auszeichnungen
- 1978: Nennung durch World Press, Amsterdam, für seine Fotos im Fall Aldo Moro
- 1988: Erster Preis in der Abteilung Nachrichten: World Press für Ein Tag im Leben des Papstes
- 1990: Erster Preis in der Abteilung Recherche: Festival Angers, Frankreich,  für Militärakademien in der Sowjetunion
- 1991: Zweiter Preis: World Press für Der Palio von Siena
- 1991: Erster Preis in der Abteilung Reportage: Festival Angers für Der Palio von Siena
- 1993: University of Missouri für seine Reportage Beyond Hope, Beyond Life über Somalia

## Veröffentlichungen (Auswahl)
- 1991: Cavalli in Pallio, (Die Vorbereitungen der Jockeys des Palio von Siena), Verlag White Star, Vercelli, Italien
- 1994: Les Couleurs de la Passion, (über Ayrton Senna), Éditions Renault
- 1994: Völker des Morgens: Vom Verschwinden der traditionellen Kulturen Afrikas, Federking und Thaler, München, ISBN 3-89405-631-2.
- 1996: John Paul II. – Portrait of a Pontiff, (Der Papst in der Welt), Verlag White Star, Vercelli, Italien
- 1997: Jacques Villeneuve, A Champion in Pictures, Texte von Cédric Detwiler, Hazleton Publishing, ISBN 976-8108-12-6.
- 2004: Vanishing Africa, Verlag White Star, Vercilli,
  - 2010 in deutscher Sprache: Länder, Reisen, Abenteuer: Stolzes Afrika, Verlag White Star, Wiesbaden, ISBN 978-3-86726-121-0.
- 2006: Benedikt XVI., Verlag White Star, Wiesbaden, ISBN 978-3-939128-37-3.